# Мирилка
Мирилка — короткий віршований ритмічний твір, що належить до дитячого фольклору. Використовується дітьми з метою примирення після сварки або образи.
Семантично вони є протилежними дражнилкам чи прозивалкам. За їх допомогою діти вчаться пробачати та миритися з однолітками. Під час одночасного промовляння мирилки обидві дитини, що примиряються, часто тримаються за мізинцем за мізинець один одного.
За походженням мирилки пов'язують з ритуальним «кумуванням» дорослих, у низці мирилок згадується ритуальна їжа для таких випадків (наприклад, вареники з сиром).